# Haute École Albert Jacquard
 (septembre 2014).
Si vous disposez d'ouvrages ou d'articles de référence ou si vous connaissez des sites web de qualité traitant du thème abordé ici, merci de compléter l'article en donnant les références utiles à sa vérifiabilité et en les liant à la section « Notes et références ».
La Haute École Albert Jacquard (HEAJ) est l'une des cinq hautes écoles de la Fédération Wallonie-Bruxelles organisées par Wallonie-Bruxelles Enseignement.

## Histoire
La Haute École Albert Jacquard (HEAJ) est née le 15 septembre 1995 de la fusion de l’Institut d’Enseignement Supérieur Pédagogique de la Communauté française à Namur (ESPENA) et de l’Institut d’Enseignement Supérieur Économique de la Communauté française à Tamines (IESET) conformément au décret du 5 août 1995 fixant l’organisation générale de l’enseignement supérieur en Hautes Écoles.
En septembre 2000, la Haute École Albert Jacquard a créé la formation de Bachelier en techniques graphiques finalité techniques infographiques, première formation spécialisée du genre en Belgique. La HEAJ s’est ainsi agrandie d’un troisième département technique. En 2012-2013, une année de spécialisation en jeux vidéo voit le jour en collaboration avec l’Université de Namur.
Enfin, lors de la rentrée académique 2012-2013, un quatrième département est venu s’ajouter, il s’agit du département paramédical, Enseignement Supérieur Paramédical de Namur (ESPAN).
Ce département a été créé à la suite de la décision de la Communauté française d’ouvrir un nouveau baccalauréat en psychomotricité. Cette nouvelle formation est organisée en co-diplomation avec la Haute Ecole de la Province de Namur (HEPN).
Principale école supérieure en Wallonie qui forme aux métiers de l'animation, la HEAJ a ouvert en 2022 un nouveau master en jeux vidéo.

## Anciens enseignants ou actuels
- Baudouin Deville
- Marc Morgan
- Luc Warnant
- François Bourgaux
- Ouvrier d'entretien d'école
- Fabian
- Ümit
- Fabri
- Philippe
- Rudi
- Mathieu

## Anciens élèves
- Aveline Stokart[5]